# Rettungshundefahrzeug
Ein Rettungshundefahrzeug (RhuF) ist ein speziell ausgestattetes Einsatzfahrzeug, das zum Transport von Rettungshunden, Hundeführern und Ausrüstung bei Such- und Rettungseinsätzen verwendet wird. Es gehört typischerweise zur Ausstattung von Rettungshundestaffeln, die bei Organisationen wie dem Deutschen Roten Kreuz (DRK), den Johannitern, dem THW, der Feuerwehr oder dem Bundesverband Rettungshunde (BRH) tätig sind.  

## Aufgaben
Zu den Aufgaben eines Rettungshundefahrzeuges gehören:
- Transport von Personal und Rettungshunden zum Einsatzort
- Bereitstellung und Transport von Such- und Rettungsausrüstung
- Transport von Kommunikationsmitteln (z. B. Funkgeräte, GPS, Kartenmaterial)
- ggf. Einrichtung einer mobile Einsatzleitung

## Besatzung und Ausstattung

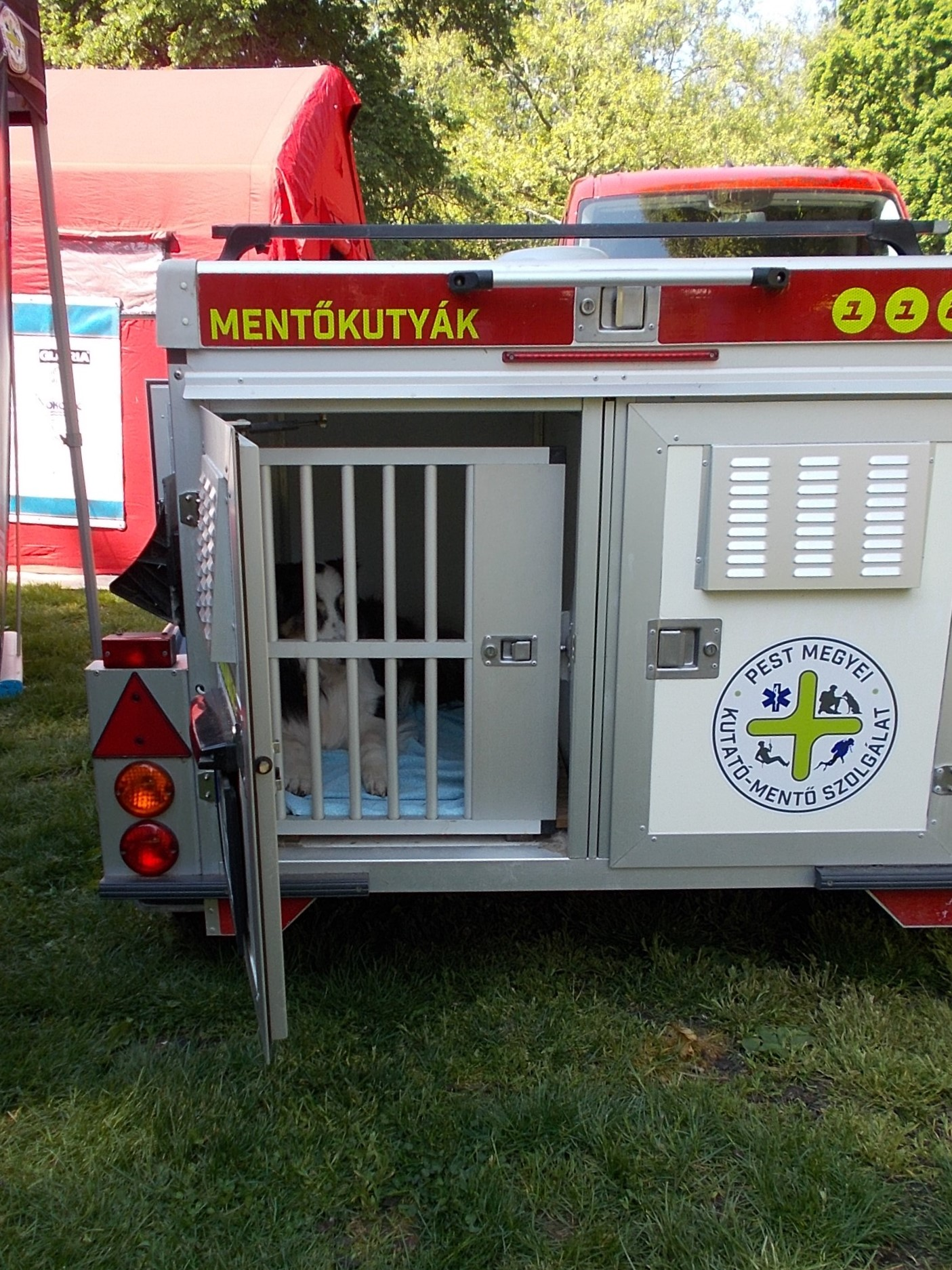
Anhänger für Rettungshunde

Die Besatzung eines Rettungshundefahrzeuges besteht in der Regel aus mehreren Hundeführerinnen und Hundeführern sowie deren speziell ausgebildeten Such- und Rettungshunden. Die Zusammensetzung der Besatzung aus Hundeführern und Rettungshunden kann hierbei abhängig vom eingesetzten Fahrzeugtyp sowie der Größe der Rettungshundestaffel jedoch variieren. Die technische Ausstattung eines Rettungshundefahrzeugs umfasst Hundetransportboxen, einsatztechnische Geräte wie GPS, Funk, Beleuchtungs- und Erste-Hilfe-Ausrüstung, Versorgungseinrichtungen für Mensch und Tier (z. B. Wasser, Nahrung, Näpfe), durchdachte Lager- und Stauraumsysteme sowie fest installierte Beleuchtungs- und Signaltechnik.
Als Basisfahrzeuge kommen bei den Trägern häufig Kasten- oder Transporterfahrzeuge zum Einsatz. Zusätzlich werden oft Mannschaftstransportwagen (MTW) mit speziellem Ausbau, Einsatzleitfahrzeuge mit integrierter Hundetransportmöglichkeit oder ergänzend Anhänger mit Hundeboxen genutzt. Für den Ausbau eines solchen Fahrzeugs existiert jedoch keine einheitliche Norm, weshalb Rettungshundefahrzeuge stets nach den spezifischen Anforderungen und Wünschen der jeweiligen Organisation konzipiert und gefertigt werden.